# Benediktinerinnenkloster Peppingen
Das Benediktinerinnenkloster Peppingen (luxemburgisch: Klouschter Peppeng) ist seit 1883 ein Kloster der Benediktinerinnen vom Heiligsten Sakrament in Peppingen, Gemeinde Roeser, in Luxemburg.

## Geschichte
Die Schwestern des Trierer Benediktinerinnenklosters im Gartenfeld wichen von 1875 bis 1888 wegen des Kulturkampfes zuerst nach Bettemburg und 1883 nach Peppingen (französisch: Peppange, heute Ortsteil von Roeser) in Luxemburg aus. Dann kehrte ein Teil nach Trier zurück. Für den in Peppingen verbliebenen Teil des Konvents baute der Luxemburger Architekt Sosthène Weis (1872–1941) 1904 das Kloster Bethlehem im neu-gothischen Stil, dessen Kapelle 1928 von dem benediktinischen Künstler Notker Becker ausgemalt wurde. Während des Zweiten Weltkriegs wurden die Nonnen nach Deutschland deportiert, die Gebäude zweckentfremdet genutzt und die Malereien übertüncht. Heute sind sie restauriert und stehen unter Denkmalschutz (seit 2007). Die letzte im Kloster lebende Schwester, Marie-Joseph Max (* 1927, eingetreten 1952), starb 2017. Das Kloster (Rue Saint Benoît 3) wird derzeit von einem Verein getragen.

### Gründung von Herstelle
Peppingen gründete 1899 ein Subpriorat im westfälischen Herstelle, das 1924 zur Abtei Herstelle erhoben und in eine andere Kongregation eingegliedert wurde.